# Voedstervader
Een voedstervader (een afleiding van het Latijnse nutritius) is een pleegvader. In het katholicisme is het ook de eretitel van Jozef van Nazareth en zijn relatie ten opzichte van Jezus.